# Hornbachspitze
Die Hornbachspitze ist ein 2533 m ü. A. hoher Berg in den Allgäuer Alpen in Österreich.

## Lage
Die Hornbachspitze liegt an der Grenze zwischen Deutschland und Österreich, südlich von Oberstdorf. Der Gipfel liegt auf österreichischem Staatsgebiet in Tirol. In westlicher Richtung liegt die Öfnerspitze, in östlicher Richtung die Marchspitze.

## Geologie
Die Hornbachspitze ist Teil der Hornbachkette. Ihr Gipfel besteht aus brüchigem Hauptdolomit.